# Stipendium

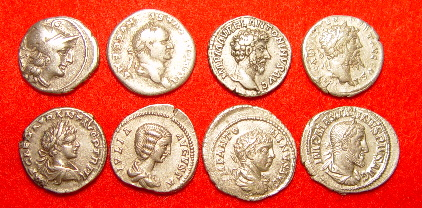
Denarios, paga anual de los soldados del ejército romano.

El stipendium (en español, estipendio, que proviene de las palabras latinas stipem, "tributo" y pendo, "pagar") fue en principio un impuesto y luego la paga que se les daba a los soldados de la Antigua Roma.

## Impuesto
El stipendium fue un impuesto de guerra aplicado excepcionalmente a los vencidos o aliados durante la Antigua Roma. 
Cuando los latinos se integraron en la Liga latina en el 493 a. C., conservaron la autonomía de sus ciudades, pero adquirieron la obligación de proporcionar contingentes militares y un stipendium a Roma. Similarmente pasaba con los aliados federados (socii) que habían pactado un foedus, suministro de tropas y un stipendium. Posteriormente, este tipo de renta se haría regular, afectando a las provincias romanas.
Algunas provincias contribuían con el stipendium a un tanto alzado cada año, que podía convertirse en metales preciosos o numerario, aunque otras, de economía más cerealista podían efectuar sus pagos con
una decuma o vicésima del grano cosechado.

## Paga
Para la evolución del ejército, fue esencial la introducción del stipendium como paga anual percibida como una especie de compensación por los soldados romanos, cualquiera que fuera su rango, desde la Era republicana hasta el final del Imperio Romano. Constituyó la parte principal de los ingresos del soldado romano, que desde el final de la República comenzó a percibir, además del botín de guerra, premios en efectivo llamados donativa. Estos últimos crecieron tanto que ya en el siglo IV, el antiguo stipendium constituía solo el 10-15% del total de ingresos del legionario romano.
La práctica de pagar a los soldados romanos no se introdujo hasta el 405 a. C., con motivo de la toma de Terracina. Representó un cambio establecido por el Senado, aunque en el año 421 a. C. los tribunos ya habían propuesto que los ocupantes de las tierras públicas pagaran regularmente el vectigal, para dedicarlo al pago de las tropas. 
En el momento de las Guerras Púnicas, la paga se fijaba en 2 óbolos por día, o un tercio de un dracma (un denario después del 211 a. C.), durante el período en que estaban en armas.  Además, cada soldado de infantería tenía derecho a una parte del botín de guerra (los prisioneros se vendían como esclavos, así como animales, tesoros, armas y otros bienes), que se subastaban y las ganancias se distribuían entre los oficiales y soldados de acuerdo con varios criterios. Los centuriones recibían el doble de la paga de sus hombres, es decir, 4 óboles o dos tercios de un dracma al día. En cuanto a la ración de víveres, a los soldados de infantería se les distribuía alrededor de dos tercios de un medimno ático de trigo al mes.
La paga distribuida a los caballeros romanos era de un dracma al día, tres veces más que un soldado de infantería, las raciones mensuales eran de siete medimni de cebada y dos de grano. Se entregaba gratuitamente a los aliados (socii) un medimno y un tercio de trigo y cinco de cebada por mes. Se daba a los aliados como un regalo. Sin embargo, en el caso de los romanos, el cuestor deducía del stipendium el precio establecido para el grano, la vestimenta y las armas que necesitaran.
Augusto reorganizó todo el sistema de defensas de las fronteras imperiales, asegurando permanentemente las legiones y auxilia en fortalezas y castra a lo largo de los limes. Impuso orden en la administración financiera del estado romano, asignando un salario y una gratificación de despedida a todos los soldados del ejército imperial (tanto a los legionarios como a los auxiliares) con la creación de un aerarium militare.
Augusto ofreció a las tropas auxiliares un salario trimestral y un equipamiento uniforme, equivalente a alrededor de un tercio de lo que percibía un legionario (que recibía 225 denarios anualmente), es decir, alrededor de 75 denarios por año. El stipendium de un caballero del ala era más alto que el de un legionario, alrededor de 250 denarios, mientras que el de un caballero de la coorte equitata era de más de 200 denarios. En esencia, los caballeros del ala eran los mejor pagados, después los soldados de infantería de una cohors equitata con 150 denarios y finalmente los de una cohors peditata. Según cálculos recientes, el desembolso anual que el aerarium militare tuvo que gastar para mantener este impresionante ejército fue de entre 31.000.000 y 65.000.000 de denarios.